# デオキシグアノシン
デオキシグアノシン（Deoxyguanosine、dG）は、ヌクレオシドの一つ。グアノシンに構造が似ているが、リボースの2'位の酸素原子が除去されてデオキシリボースになっている。5'位にリン酸が結合した場合、デオキシグアノシン一リン酸（Deoxyguanosine monophosphate）となる。